# Miyada
Miyada (jap. 宮田村 Miyada-mura) – wieś w Japonii, na wyspie Honsiu, w prefekturze Nagano. Według danych na rok 2020 miejscowość zamieszkiwało 8 569 mieszkańców , a gęstość zaludnienia wyniosła 157,2 os./km².